# Bactrocera flavoscutellata
Bactrocera flavoscutellata
 es una especie de díptero que Lin y Wang describieron por primera vez en 2005. Bactrocera flavoscutellata pertenece al género Bactrocera de la familia Tephritidae.  